# Тихоновка (Мелеузівський район)
Ти́хоновка (рос. Тихоновка, башк. Тихоновка) — присілок у складі Мелеузівського району Башкортостану, Росія. Входить до складу Корнієвської сільської ради.
Населення — 59 осіб (2010; 54 в 2002).
Національний склад:
- росіяни — 46%
- башкири — 54%